# 漢氏
漢氏（あやうじ）は、「漢」を氏の名とする氏族。

## 漢氏について
半布里戸籍では各一人を記入しているだけである。門脇禎二によると半島系土着民が自ら権威を表すため漢氏を名乗った場合がほとんどだという。秦氏も同様に百済か新羅から渡来したが『魏志』東夷伝で「辰韓はその耆老の伝世では、古くの亡人が秦を避ける時、馬韓がその東界の地を彼らに割いたと自言していた。」という耆老の間違った伝世によって中国から新羅はよく秦国の末裔と呼ばれ波多氏は秦氏を名乗るようになった。
美濃には、技術部民が多く、鞍部は鞍・鐙などの各種の馬具を制作していた漢部であり、錦部は絹織物製造担当の漢部であった。